# Sparta in het seizoen 1955/56
Het seizoen 1955/1956 was het tweede jaar in het bestaan van de Rotterdamse betaaldvoetbalclub Sparta. De club kwam uit in de Hoofdklasse A en eindigde daarin op de eerste plaats, samen met de nummer één uit de Hoofdklasse A en de nummer één en twee uit de Hoofdklasse B werd gestreden om het landskampioenschap voetbal. Hierin eindigde de club op de vierde plaats. Voor het volgende seizoen promoveerde de club naar de Eredivisie.

## Wedstrijdstatistieken

### Hoofdklasse A
|       | ADO   | Ajax  | Amsterdam | DOS   | EBOH  | Eindhoven | Excelsior | Fortuna '54 | HVC   | Limburgia | NAC   | NOAD  | Rigtersbleek | Roda Sport | Stormvogels | Vitesse | VVV   |
| ----- | ----- | ----- | --------- | ----- | ----- | --------- | --------- | ----------- | ----- | --------- | ----- | ----- | ------------ | ---------- | ----------- | ------- | ----- |
| Thuis | 1 – 1 | 1 – 0 | 1 – 4     | 4 – 1 | 1 – 0 | 1 – 1     | 2 – 2     | 2 – 1       | 0 – 0 | 1 – 0     | 3 – 2 | 3 – 3 | 5 – 0        | 2 – 1      | 2 – 1       | 3 – 1   | 0 – 0 |
| Uit   | 1 – 2 | 1 – 1 | 1 – 2     | 0 – 2 | 1 – 5 | 1 – 0     | 0 – 2     | 3 – 1       | 0 – 1 | 5 – 3     | 1 – 0 | 0 – 0 | 0 – 3        | 3 – 2      | 1 – 1       | 2 – 2   | 0 – 1 |

### Kampioenscompetitie
| Wedstrijd 1                                                                                     | Rapid JC                                                           | 3 – 1 (2 – 1) | Sparta                                                 |
| 20 juni 1956 Plaats: Kerkrade Kaalheide Toeschouwers: 22.000 Scheidsrechter: Bertus Ausum       | Wiel Coerver 25', 66' (pen.) Noud van Melis 38'                    |               | 17' Joop Daniëls                                       |
| Wedstrijd 2                                                                                     | Sparta                                                             | 0 – 0         | Elinkwijk                                              |
| 23 juni 1956 Plaats: Rotterdam Het Kasteel Toeschouwers: 17.000 Scheidsrechter: Henk Veldhuizen |                                                                    |               |                                                        |
| Wedstrijd 3                                                                                     | NAC                                                                | 2 – 0 (0 – 0) | Sparta                                                 |
| 27 juni 1956 Plaats: Breda Beatrixstraat Toeschouwers: 13.000 Scheidsrechter: Klaas Schipper    | Piet Vergouwen 54' Jan van Hoogenhuizen 80'                        |               |                                                        |
| Wedstrijd 4                                                                                     | Sparta                                                             | 1 – 2 (0 – 1) | NAC                                                    |
| 30 juni 1956 Plaats: Rotterdam Het Kasteel Toeschouwers: 14.000 Scheidsrechter: Joop Martens    | Koos Verbeek 86'                                                   |               | 12' Louis Overbeeke 64' Leo Canjels                    |
| Wedstrijd 5                                                                                     | Sparta                                                             | 2 – 1 (1 – 0) | Rapid JC                                               |
| 4 juli 1956 Plaats: Rotterdam Het Kasteel Toeschouwers: 6.000                                   | Wim van der Gijp 18', 75'                                          |               | 60' Hub Bisschops                                      |
| Wedstrijd 6                                                                                     | Elinkwijk                                                          | 5 – 3 (0 – 1) | Sparta                                                 |
| 8 juli 1956 Plaats: Utrecht Amsterdamsestraatweg Toeschouwers: 6.000                            | Jan Klein 54' Wim de Jongh 56', 75', 78' Evert-Jan Vonk 85' (pen.) |               | 22' Ad Verhoeven 70' Wim van der Gijp 72' Joop Daniëls |

## Statistieken Sparta 1955/1956

### Eindstand Sparta in de Nederlandse Hoofdklasse A 1955 / 1956
| Stand | Gespeeld | Gewonnen | Gelijk | Verloren | Punten | Doelpunten voor | Doelpunten tegen |
| ----- | -------- | -------- | ------ | -------- | ------ | --------------- | ---------------- |
| 1e    | 34       | 18       | 10     | 6        | 46     | 60              | 38               |

### Eindstand Sparta in de kampioenscompetitie
| Stand | Gespeeld | Gewonnen | Gelijk | Verloren | Punten | Doelpunten voor | Doelpunten tegen |
| ----- | -------- | -------- | ------ | -------- | ------ | --------------- | ---------------- |
| 4e    | 6        | 1        | 1      | 4        | 2      | 7               | 13               |

### Topscorers
| #      | Naam             | Goal |
| ------ | ---------------- | ---- |
| 1.     | Tonny van Ede    | 14   |
| 2.     | Ad Verhoeven     | 11   |
| 3.     | Lou Benningshof  | 10   |
| 4.     | Wim van der Gijp | 9    |
| 5.     | Joop Daniëls     | 7    |
| 6.     | Wim van der Waal | 6    |
| 7.     | Henk den Boer    | 1    |
| 7.     | Hans de Koning   | 1    |
| 7.     | Rinus Terlouw    | 1    |
| Totaal | Totaal           | 60   |

| #      | Naam             | Goal |
| ------ | ---------------- | ---- |
| 1.     | Wim van der Gijp | 3    |
| 2.     | Joop Daniëls     | 2    |
| 3.     | Koos Verbeek     | 1    |
| 3.     | Ad Verhoeven     | 1    |
| Totaal | Totaal           | 7    |